# Bourse du muscle coraco-brachial
La bourse du muscle coraco-brachial (ou bourse séreuse du muscle coraco-biceps) est la bourse synoviale inconstante située entre le muscle subscapulaire et le tendon d'origine du muscle coraco-brachial.